# Fiordo di Isortoq
Il fiordo di Isortoq (danese Søndre Isortoq) è un fiordo della Groenlandia di 45 km. Si trova a 65°28'N 52°10'O; appartiene al comune di Qeqqata.